# Natural (canción)
«Natural» es una canción compuesta por José Alberto Iglesias (Tanguito) en el año 1970. Es el primer tema perteneciente al disco Tango, lanzado un año después de la muerte del cantautor.

## Historia
Esta canción, como las del resto del disco Tango, fue grabada con su voz y su guitarra de forma improvisada, ya que Tanguito había faltado a las dos primeras fechas de grabación que tenía previstas con el grupo Manal en los Estudios TNT de la calle Moreno.

## Interpretación
La canción comienza con fraseo de canto en tono de falsete, que se repite en el intermedio. La letra consta de tan solo dos versos y los acordes que siguen la melodía son mi y do.